# Вандтке, Игорь
Игорь Вандтке (нем. Igor Wandtke; род. 3 ноября 1990, Любек, Шлезвиг-Гольштейн) — немецкий дзюдоист, выступающий в весовой категории до 73 килограммов. Бронзовый призёр Олимпийских игр, бронзовый призёр чемпионата мира 2025 года, бронзовый призёр чемпионата Европы 2025 года. 

## Биография
Игорь Вандтке родился 3 ноября 1990 года в Любеке. Его родители Сюзанна и Владимир открыли клуб «Будокан Любек», в котором мать работает тренером. Игорь начал заниматься дзюдо в четырёхлетнем возрасте.
Изучал математику и физику в Университете Ганновера.

## Карьера
На взрослом чемпионате Европы 2012 года Вандтке занял седьмое место, проиграв в четвертьфинале и в утешительном раунде.
В октябре 2013 года на Гран-при в Циндао завоевал золото. В ноябре участвовал на турнире серии в Абу-Даби, но проиграл в четвертьфинале и стал седьмым.
В 2015 году на European Open в Риме стал третьим. В том же году в мае на турнире большого шлема в Баку уступил в поединке за бронзу и стал пятым. На European Open в румынском Клуже завоевал золото, а в Минске стал третьим. В июне стал пятым на Гран-при Будапешта, а на турнире Большого шлема в Тюмени в июле завоевал бронзу. В октябре на Гран-при в Ташкенте стал пятым. В том же месяце завоевал две медали на турнирах Большого шлема — бронзу в Париже и серебро в Абу-Даби.
В январе 2016 года в Гаване стал бронзовым призёром Гран-при, а на чемпионате Европы в Казани проиграл в четвертьфинале и не смог побороться за медали, став седьмым. В июне на Гран-при в Будапеште стал пятым, проиграв в схватке за бронзу. На летних Олимпийских играх в Рио-де-Жанейро дошёл до третьего раунда, где проиграл израильскому дзюдоисту Саги Муки.
В начале 2017 года стал пятым на Гран-при в Дюссельдорфе. В июне выиграл золото на European Cup в Словении, а в следующем месяце стал пятым на турнире той же серии в Саарбрюкене.
В феврале 2018 года стал пятым на двух турнирах — Гран-при в Париже и «Большом шлеме» в Дюссельдорфе. В ноябре в Ташкенте завоевал серебро.
В мае 2019 года на Гран-при в Хух-Хото стал бронзовым призёром, а в октябре занял третье место на турнире Большого шлема в Абу-Даби. Позднее стал серебряным призёром Oceania Open в Перте.
В 2021 году стал третьим на «Мастерс» в Дохе и седьмым на турнире Большого шлема в Тель-Авиве. На Олимпийских играх в Токио в личном турнире уже в первом раунде уступил узбекскому дзюдоисту Хикматиллоху Тураеву и выбыл из борьбы за медали. В командном турнире вместо со сборной выиграл бронзовую медаль. Игорь является единственным дзюдоистом, который одержал победу на Олимпиаде в Токио над олимпийским чемпионом из Японии, Сёхэй Оно. Японский дзюдоист не проигрывал никому последние 6 лет. 
В апреле 2025 года на чемпионате Европы, который состоялся в Подгорице, в составе сборной Германии в смешанном командном турнире завоевал бронзовую медаль. В июне на чемпионате мира в Будапеште в командном турнире стал бронзовым призёром. 